# هيديتوشي تاكيدا
هيديتوشي تاكيدا (باليابانية: 武田 英寿) (مواليد 15 سبتمبر 2001) هو لاعب كرة قدم ياباني.

## وصلات خارجية
- هيديتوشي تاكيدا على موقع رابطة كرة القدم اليابانية للمحترفين (اليابانية)
- هيديتوشي تاكيدا على موقع قاعدة بيانات كرة القدم.إي يو (الإنجليزية)
- هيديتوشي تاكيدا على موقع Soccerway.com (الإنجليزية)
- هيديتوشي تاكيدا على موقع عالم كرة القدم.نت (الإنجليزية)